# Tematikus bélyeggyűjtés

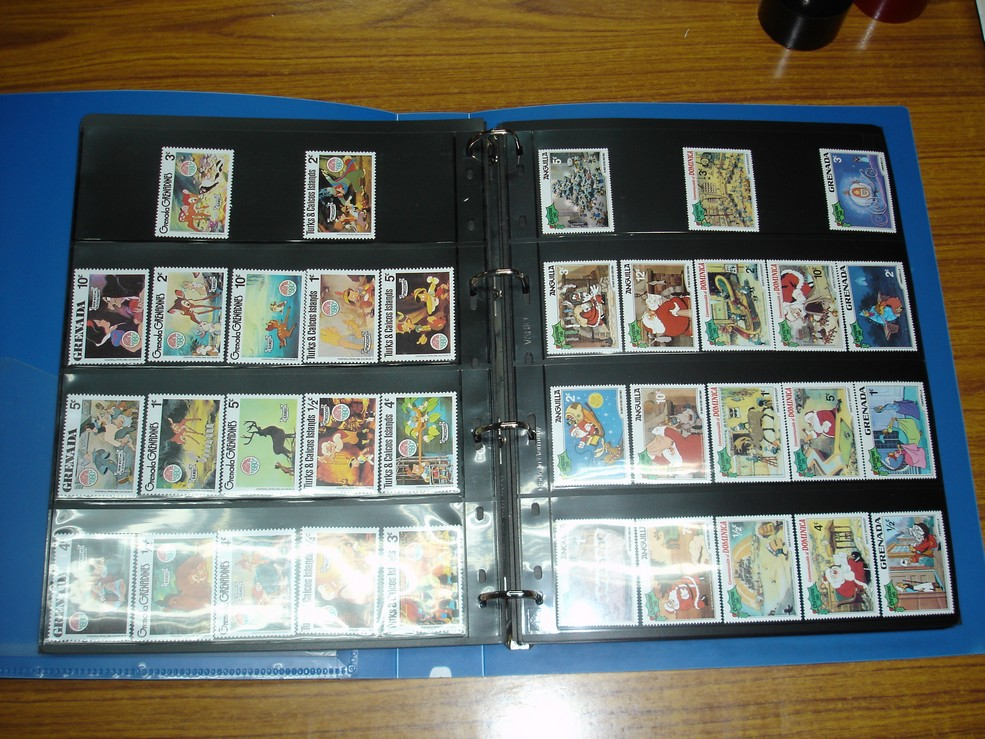
Egy motívumgyűjtő berakója

Tematikus bélyeggyűjtésnek (vagy motívumgyűjtésnek) azt a filatéliai ágat nevezzük, amikor valaki csak egy témába tartozó bélyegeket gyűjt. Ide tartozik az eseményfilatélia is, amely évfordulókat, eseményeket (sportesemények, születési évfordulók stb.) ábrázoló bélyegek gyűjtését jelenti, valamint ide soroljuk az olyan gyűjtést, amikor a személy történeteket mesél el bélyegek segítségével.
A tematikus bélyeggyűjtés témái lehetnek állatok, növények, híres emberek vagy akár épületek és tájak is.

## Története és jelentősége
A motívumgyűjtés majdnem egyidős a bélyeg kezdetével. Amikor a 19. század végén a posták emberek portréi, címerek és egyéb egyszínű bélyegek kiadása helyett inkább színes, tematikus bélyegek kiadásával foglalkoztak, egyre jobban elterjedt a motívumgyűjtés. Az 1920-as évek végén a szemlélet kellően elfogadottá vált, és a bélyeggyűjtési ág a bélyegszakkönyvekben is gyakori lett.
1949-ben, amikor megalakult az Amerikai Tematikus Szövetség (ATA, American Topical Association), elsődleges célja lett, hogy témajegyzéket biztosítson a különböző motívumú bélyegekről. Ma az ATA tagjainak száma meghaladja az 50 000-et, közel száz országból és részletes kiadványokat jelentet meg széles témakörben.
Napjainkban a legnagyobb bélyegkatalógusok már tematikus katalógusok kiadásával is foglalkoznak, amelyek színes képekkel vannak illusztrálva.
Mára hagyománnyá váltak a motívumgyűjtők számára rendezett versenyek.

## Témák
Számos elterjedt motívum létezik ebben a körben. A tematikus bélyeggyűjtés témáját a motívumgyűjtő választja ki, viszont a bélyegek változatossága miatt figyelnie kell arra, hogy ne túl széles körben gyűjtsön bélyegeket (pl. madarakat), hanem korlátozódjon le a gyűjtés alkategóriákra (pl. vörösbegyek, pingvinek, sasok).
A széleskörűbb motívumok a következők:
- állatok – madarak, lovak, macskák, kutyák, halak, rovarok (lepkék), pókok, kagylók, rákok, kígyók, gyíkok
- növények – virágok, fák, gyümölcsök
- gombák
- járművek – vasút, hajók és vitorlák, autók, repülőgépek, léggömbök
- híres emberek – fizikusok, kémikusok, feltalálók, nők, írók, költők, festők, fáraók stb.
- épületek, építmények
- tájak, tájképek, földrészek – Antarktisz
- sport – sportolók, olimpiai játékok, labdajátékok, vb-k
- csillagászat, űr, űrhajósok (Apollo-program), égitestek
- festmények – portrék, aktok, híres emberek festményeken
- kultúra; népek, hagyományok, szokások, népviseletek, vallások; szimbólumok; táncok
- edények, szobrok, tárgyak, kincsek, érmék
- jeles napok - karácsony, húsvét, Valentin-nap
- címerek, zászlók, térképek
- postatörténet, bélyeg a bélyegen
- ifjúság - játékok, mesék, rajzfilmek, képregények, gyermekrajzok
- cserkészet
- EUROPA-bélyegek

## Érdekességek
- A Guinness World Records szerint a legnagyobb olyan gyűjteményt, amelyen napszemüveget viselő emberek láthatóak, a Pompano Beach-i (Florida, USA) Jane Lippert mondhatja magáénak. 2009-ben 1476 napszemüveg motívumú bélyeggel rendelkezett, amelyeket 1952 óta gyűjt.[1]

## Lásd még
- bélyeggyűjtés
- tengeriposta
- vasútposta
- légiposta, légipostagyűjtés